# ستاره انبار

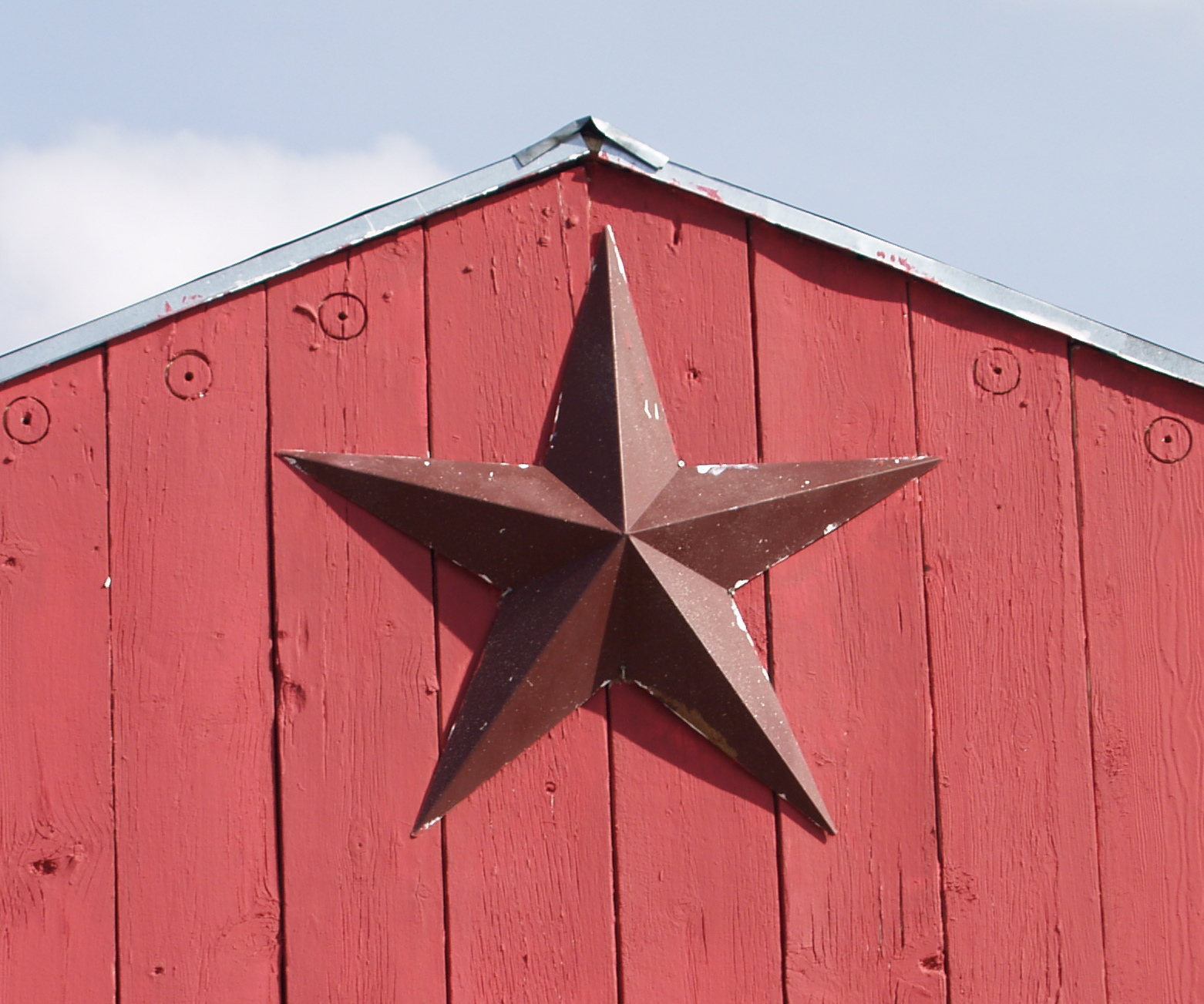
یک ستاره انبار

ستاره انبار (انگلیسی: Barnstar) (یا ستاره انباری، ستاره بدوی، یا ستاره پنسیلوانیا) یک جسم فلزی با رنگ‌های تزئینی یا تصویر است که اغلب در شکل یک ستاره پنج پر اما گاهی اوقات به شکل دایره یا به سبک «چرخ واگن» برای زینت یک انبار در برخی از بخش‌های ایالات متحده مورد استفاده قرار می‌گیرد. هیچ هدف ساختاری مشخص وجود ندارد اما ممکن است خوش شانس در نظر گرفته و شبیه به یک نعل اسب در ورودی نصب شود. این ستاره به خصوص در پنسیلوانیا و در اغلب در جوامع کشاورزی آلمانی-آمریکایی به‌طور مشترک دیده می‌شود.

## پیشینه
ستاره‌های انبار در ایالات متحده در طول قرن ۱۸ مورد استفاده قرار گرفت و تا اواخر ۱۸۷۰ در پنسیلوانیا محبوبیت خود را تا حد زیادی پس از جنگ داخلی آمریکا افزایش داد و در آن زمان به‌طور مداوم استفاده می‌شد. با این حال ستاره انبار به امری عادی در ساختمان‌های بزرگ، به ویژه کارخانه‌ها، در قبل از جنگ ریچموند، ویرجینیا بود.
- خانه با ستاره انبار استراسبورگ پنسیلوانیا.
- House with star anchor plates
- "Barnstar" anchor plate
- Anchor plate in "barnstar" shape on a building in پتالوما، کالیفرنیا